# Helcogramma alkamr
Helcogramma alkamr är en fiskart som beskrevs av Holleman 2007. Helcogramma alkamr ingår i släktet Helcogramma och familjen Tripterygiidae. Inga underarter finns listade i Catalogue of Life.